# Петриња
Петриња је град у Хрватској, у Сисачко-мославачкој жупанији. Према првим резултатима пописа из 2011. у граду је живело 24.671 становника, а у самом насељу је живело 15.683 становника.

## Географија
Налази се у горњем дијелу Баније, на ушћу рјечице Петрињчице у Купу, 13 км југозападно од Сиска и 60 км југоисточно од Загреба.

## Историја
Име Петриња има коријен у латинској ријечи petrus — камен. Претпоставља се да је град постојао у римско доба на подручју Зринске горе богате каменом. Петриња се помиње у XII вијеку. Тада се налазила нешто јужније него данас, на подручју села Јабуковац. Пошто су Турци спалили првобитну, на том мјесту се развила нова Петриња која је постала значајно војно и трговачко средиште у оквиру Војне крајине.
Нову локацију Петриња добија 1592. године изградњом турског утврђења на ушћу Петрињчице у Купу. Утврђење је требало да послужи Турцима у освајању Сиска, Туропоља и Загреба. Током времена у Петрињу се досељава све више занатлија и трговаца и тада почиње бржи привредни развитак града. Петриња је у саставу Наполеонове Илирије од 1809. до 1813. године када град постаје значајно трговачко и саобраћајно средиште, а на војном полигону француска војска сади велелепне липе које и данас свједоче о том историјском тренутку, као и неке зграде у Штросмајеровој улици.
Петриња је у саставу Хабзбуршке монархије, а нагодбом 1867. године, улази у састав Краљевине Угарске, а укидањем Војне крајине улази у састав аутономне области Хрватска и Славонија, која је све до распада монархије била провинција са територијалном аутономијом (није представљала искључиво Хрватски национални ентитет) у саставу Краљевине Угарске са сопственим Сабором у Загребу, који је доносио одређене самосталне одлуке и уредбе о аутономном животу, али је врховна реч припадала Угарској скупштини у Пешти. Петриња припада Загребачкој жупанији.
У Петрињи се 1905. године налазе и Учитељска школа, Реалка, Виноградарска школа, Стручна женска школа и комунална основна школа. Такође ту су и пошта и телеграм.
По распаду Хабзбуршке Монархије, Петриња је ушла у састав (Краљевина Срба Хрвата и Словенаца), Краљевина Југославија, Социјалистичка Федеративна Република Југославија). Била је дио Приморско-крајишке области 1922-29, Савске бановине до 1939. и на крају Бановине Хрватске.

### Други свјетски рат
У тзв. НДХ, Петриња је седиште Велике жупе Гора, од 1944. део Велике жупе Гора-Пригорје са седиштем у Загребу. У Петрињском срезу само у Банском Грабовцу крајем јула 1941. године убијено је око 2.000 Срба из истог места и око 2.000 Срба из других крајева. У исто време, у Марин-Бријегу, убијено је око 2.000 Срба. На Петрињском православном гробљу, на сам дан Божића, 7. јануара 1942. године стрељано је 45 Срба из села Јошевице и Дејановића, међу којима су биле и две жене, изведене на стрељање из болнице. Усташе су их све заједно повезали и терали кроз град на стрељање, при чему су "морали стално да певају". У самом граду Петрињи од 1.000 и више Срба остали су и преживели рат само четворица јер су им жене биле Хрватице, а сваки од њих био је стар преко 60 година.
У Петрињском срезу из села Мале Градусе покренуто је 36, а из села Блињски Кут 80 породица. На њихова имања насељени су Хрвати из Загорја.
У масовном насилном покатоличавању Срба у Петрињи и околини нарочито се истицао жупник Мијо Разум из Петриње. Он је позивао поједине Србе затворене у логору да пређу у римокатоличанство, да би били пуштени на слободу и враћени својим кућама.
У петрињском срезу порушене су цркве у Брђанима, Кињачи, Тремушњаку, Шушњару, Петрињцима, Старом Селу, Думачи, Градуси, Великој Градуси, Свиници, Четвртковцу и Петрињи.

### Распад Југославије
Петриња је била у саставу Републике Српске Крајине од распада Југославије 1991. године до августа 1995. Након жестоких борби током септембра 1991. Петриња улази у састав САО Крајине. У наредном периоду је неколико пута гранатирана од стране хрватске војске. Упркос жилавом и снажном отпору СВК пред улазом у град током агресије на РСК, 6. августа 1995. године хрватска војска заузела је Петрињу протеравајући већинско српско становништво у граду и околини. Након тога Петриња је ушла у састав Сисачко - мославачке жупаније Републике Хрватске.

### Земљотрес 2020.
Петриња је током 29. децембра 2020. у 12:19 часова, била епицентар снажног земљотреса јачине 6.3 рихтерове скале, након чега је до наредног дана забележено још накнадних удара. Том приликом у Петрињи је дошло до тешког оштећења инфраструктуре, а такође је уништен и велики број кућа. Током земљотреса у Петрињи је страдала једанаестогодишња девојчица српске националности.

## Срби у Петрињи
Културни летопис Срба у Петрињи исписују читаоци књига и листова. Године 1814. узело је неколико њих једну мудру књигу преведени на српски језик. Претплатили су се из Петриње: Симон Кавић купец, Јован от Кунић, Василије Кнежевић, Јован Тодоровић и Петар Чакоје. Вуков српски речник доспео је 1818. године до петрињских читалаца Срба. Купили су свој егземплар мештани: Петар Чакоје трговац и Симеун Живковић учитељ.
Почетком 20. века Петриња је велика православна парохија којој припадају као филијале околна места: град Сисак, Гора, Цапраг, Галдово, Прашно, Будичина, Цепелић, Дренчина, Небојан, Глинска Пољана, Мокрице, Слана, Палањак, Ријечица, Церје и Жунци. У Петрињи тада има 240 српских домова са 1686 православних душа. Срби поседују 2112 кј. земље. Од јавних здања ту је православна црква посвећена Св. Спиридону чудотворцу из 1875. године и једна српска народна школа. Православни имају чак пет гробаља. Парохија је прве платежне класе са једним свештеником, који ужива парохијски дом, а од државе прима накнаду уместо сесије земље. Парох је поп Радомир Пајић (рукоп. 1888), а председник Црквене општине др Душан Пелеш. Православно парохијско звање је основано 1784. године а црквене матице се воде од 1785. године. Народну основну школу похађа 69 ђака, а пофторну иде још 23. Учитељ је Светозар Вукашиновић родом из Великог Будмира, завршио је Сомборску препарандију и у месту ради последњих 14 година.

## Становништво

### Попис 2011.
Према попису из 2011. године, општина Петриња је имала 24.671 становника, од којих су:
- Хрвати — 84,8%,
- Срби — 11%.

Сам град Петриња има 15.683, а приградско насеље Мошченица 2.470 становника.

### Попис 2001.
Према попису из 2001. године, општина Петриња је имала 23.413 становника, од којих су:
- Хрвати — 82,4%,
- Срби — 12%.

Сам град Петриња имао је 13.801, а приградско насеље Мошченица 2.348 становника.

### Пописи 1961, 1971, 1981, 1991, 2001, 2011.
По попису становништва из 1991. године, општина Петриња је имала 35.565 становника, распоређених у 57 насељених места.
| Година | Укупно | Хрвати          | Срби            | Остали         |
| ------ | ------ | --------------- | --------------- | -------------- |
| 1961.  | 27.517 | 14.942 (54,30%) | 11.955 (43,45%) | 620 (2,25%)    |
| 1981.  | 33.570 | 14.621 (43,55%) | 12.617 (37,58%) | 6.332 (18,86%) |
| 1991.  | 35.565 | 15.791 (44,40%) | 15.969 (44,90%) | 3.805 (10,70%) |
| 2001.  | 23.413 | 19.280 (82,35%) | 2.809 (12,00%)  | 1.324 (5,65%)  |
| 2011.  | 24.671 | 20.925 (84,82%) | 2.710 (10,98%)  | 1.036 (4,20%)  |

## Попис 1991.
На попису становништва 1991. године, насељено место Петриња је имало 18.706 становника, следећег националног састава:
| Попис 1991.‍    | Попис 1991.‍  | Попис 1991.‍ | Попис 1991.‍ | Попис 1991.‍ |
| -------------- | ------------ | ----------- | ----------- | ----------- |
|                |              |             |             |             |
| Срби           | Срби         |             | 8.445       | 45,14%      |
| Хрвати         | Хрвати       |             | 7.662       | 40,96%      |
| Југословени    | Југословени  |             | 1.329       | 7,10%       |
| Муслимани      | Муслимани    |             | 147         | 0,78%       |
| Албанци        | Албанци      |             | 53          | 0,28%       |
| Македонци      | Македонци    |             | 45          | 0,24%       |
| Словенци       | Словенци     |             | 41          | 0,21%       |
| Црногорци      | Црногорци    |             | 26          | 0,13%       |
| Чеси           | Чеси         |             | 16          | 0,08%       |
| Мађари         | Мађари       |             | 13          | 0,06%       |
| Бугари         | Бугари       |             | 5           | 0,02%       |
| Руси           | Руси         |             | 4           | 0,02%       |
| Италијани      | Италијани    |             | 3           | 0,01%       |
| Грци           | Грци         |             | 2           | 0,01%       |
| Аустријанци    | Аустријанци  |             | 1           | 0,00%       |
| Немци          | Немци        |             | 1           | 0,00%       |
| Пољаци         | Пољаци       |             | 1           | 0,00%       |
| Роми           | Роми         |             | 1           | 0,00%       |
| Румуни         | Румуни       |             | 1           | 0,00%       |
| Русини         | Русини       |             | 1           | 0,00%       |
| Словаци        | Словаци      |             | 1           | 0,00%       |
| Украјинци      | Украјинци    |             | 1           | 0,00%       |
| остали         | остали       |             | 7           | 0,03%       |
| неопредељени   | неопредељени |             | 658         | 3,51%       |
| регион. опр.   | регион. опр. |             | 11          | 0,05%       |
| непознато      | непознато    |             | 231         | 1,23%       |
| укупно: 18.706 |              |             |             |             |

## Привреда
Темељи првој хрватској фабрици саламе, сушеног меса и масти постављени су 1792. године, а данас је фабрика „Гавриловић“ носилац привредног развитка петрињског краја и добро позната по квалитету својих гастрономских производа.